# Tatobotys
Tatobotys is een geslacht van vlinders uit de familie van de grasmotten (Crambidae), uit de onderfamilie van de Spilomelinae. De wetenschappelijke naam van dit geslacht is voor het eerst voorgesteld door Arthur Gardiner Butler in een publicatie uit 1881.

## Soorten
- T. africana (Ghesquière, 1942)
- T. albivenalis Hampson, 1897
- T. angustalis Caradja, 1934
- T. aurantialis Hampson, 1897
- T. biannulalis (Walker, 1866)
- T. depalpalis Strand, 1919
- T. janapalis (Walker, 1859)
- T. picrogramma (Meyrick, 1886)
- T. tanyscia West, 1931
- T. varanesalis (Walker, 1859)
- T. vibrata Meyrick, 1929